# Кокораштиј Колц (Прахова)
Кокораштиј Колц (рум. Cocorăștii Colț) насеље је у Румунији у округу Прахова у општини Кокораштиј-Колц. Oпштина се налази на надморској висини од 155 m.

## Становништво
Према подацима из 2002. године у насељу је живело 627 становника, од којих су сви румунске националности.